# Schwarzohrkolibri
Der Schwarzohrkolibri (Adelomyia melanogenys) oder Schwarzohrnymphe ein Vogel aus der Familie der Kolibris (Trochilidae) und die einzige Art der somit monotypischen Gattung Adelomyia. Das Verbreitungsgebiet der Art umfasst die Länder Venezuela, Kolumbien, Ecuador, Peru, Bolivien und Argentinien. Der Bestand wird von der IUCN als „nicht gefährdet“ (least concern) eingeschätzt.

## Merkmale
Der Schwarzohrkolibri erreicht eine Körperlänge von etwa 8,4 cm, wobei der Schnabel ca. 13 mm lang ist. Das Gewicht liegt bei ca. 3,8 Gramm. Die glanzlose bronzegrüne Oberseite hat einen Braunstich. Ein auffälliger schwarzer Wangenfleck wird oben von einem weißen Streif hinter dem Auge begrenzt. Die Unterseite ist schmutzig weiß gefärbt mit einem gelbbraunen Stich. Die Kehle weist unauffällige dunkle Flecken auf. Die Flanken sind bräunlich. Der dunkelbraune Schwanz ist weiß gesprenkelt.

## Verhalten
Der Schwarzohrkolibri ist eher ein Einzelgänger. Meist sieht man ihn in den unteren Straten in den schattigen Büschen in der Nähe von Straßen oder tief im Wald. Er wechselt in rascher Folge von einer Blüte zur anderen, die er regelmäßig aufsucht (sogenanntes Traplining). Dabei bevorzugt er Gesneriengewächse, Rötegewächse und Heidekrautgewächse. Meist schweben Schwarzohrkolibris zur Nektaraufnahme vor den Blüten, doch klammern sie sich gelegentlich auch an den Blüten fest. Sie untersuchen die kurzen Blüten oder holen sich den Nektar aus Löchern von langblütigen Pflanzen wie Passionsblumen, Fuchsien und einige Bromelienarten. Man sieht sie eigentlich nie gemeinsam mit anderen Kolibris an blühenden Bäumen sammeln.

## Fortpflanzung
Die Nester werden unter Farnblättern gebaut.

## Verbreitung und Lebensraum
Schwarzohrkolibris bewegen sich in Höhen zwischen 900 und 2500 Metern. Hier sind sie in feuchten bis nassen Nebelwäldern und den Waldrändern unterwegs. Sie migrieren saisonal nur sehr bedingt bis gar nicht.

## Lautäußerungen
Im Flug klingt der Ruf des Schwarzohrkolibris wie ein raues und sehr lautes trrrt. Gelegentlich gibt er eine hoch klingende, leicht abnehmende Serie von tsi-ti-tit-tsii-tsii-tsiuw-tsiuw-Lauten von sich.

## Unterarten

Verbreitungsgebiet des Schwarzohrkolibris

Bisher sind acht Unterarten bekannt, die sich vor allem durch ihre Färbung und ihr Verbreitungsgebiet unterscheiden:
- Adelomyia melanogenys cervina Gould, 1872[5] – Diese Subspezies ist im Westen und zentralen Kolumbien verbreitet.
- Adelomyia melanogenys connectens Meyer de Schauensee, 1945[6] – Diese Subspezies kommt im Süden Kolumbiens vor.
- Adelomyia melanogenys melanogenys (Fraser, 1840)[7] – Die Nominatform kommt im Osten Kolumbiens und Westen Venezuelas bis in das südliche zentrale Peru vor.
- Adelomyia melanogenys debellardiana Aveledo & Perez, 1994[8] – Die neueste Unterart kommt in der Sierra de Perija in den Bergen des westlichen Venezuelas vor.
- Adelomyia melanogenys aeneosticta Simon, 1889[9] – Diese Unterart ist im zentralen und nördlichen Venezuela verbreitet.
- Adelomyia melanogenys maculata Gould, 1861[10][11] – Diese Subspezies ist in Ecuador und im Norden Perus verbreitet.
- Adelomyia melanogenys chlorospila Gould, 1872[12] – Diese Unterart kommt im Südosten Perus vor.
- Adelomyia melanogenys inornata (Gould, 1846)[13] – Diese Unterart kommt in Bolivien und dem Nordwesten Argentiniens vor.

## Etymologie und Forschungsgeschichte
Louis Fraser beschrieb den Schwarzohrkolibri unter dem Namen Trochilus melanogenys. Das Typusexemplar hatte er mit einer Lieferung aus 18 Bälgen aus Santa-Fé de Bogotá bekommen. Erst später wurde die Art der von Charles Lucien Jules Laurent Bonaparte 1854 neu eingeführten Gattung Adelomyia zugeordnet. Dieser Name leitet sich aus den altgriechischen Wörtern ἄδηλος ádēlos für „unbestimmt, unbekannt“ und μυῖα myía für „Fliege“ ab. Das Artepitheton melanogenys ist ein Gebilde aus den griechischen Wörtern μέλας, μέλανος mélas, mélanos für „schwarz“ und γένυς génys für „Wange“. Inornata stammt vom lateinischen inornatus für „ungeschmückt, schlicht“ ab. Maculata hat seinen Ursprung im lateinischen maculatus für „gefleckt, fleckig“. Cervina stammt vom lateinischen cervinus für „hirschfarben“ ab. Chlorospila setzt sich aus altgriechisch χλωρός chlōrós für „hellgrün, grüngelb“ und σπῖλος spílos für „befleckt, markiert“ zusammen. Aeneosticta setzt sich aus dem lateinischen aeneus für „bronzefarben“ und dem griechischen στικτός stiktós für „gepunktet“ zusammen. Connectens leitet sich vom lateinischen connectere für „vereinen, verbinden“ ab. Debellardiana ist dem venezolanischen Speläologen Eugenio de Bellard Pietri (1927–2000) gewidmet.